# Долорес Австрийская
Долорес Австрийская ((нем.  Dolores Erzherzogin von Österreich-Toskana) при рождении Мария де лос Долорес Беатрикс Каролина Бланка Леопольдина фон Габсбург-Лотарингская нем. Maria de los Dolores Beatrix Carolina Blanca Leopoldina von Habsburg-Lothringen, 5 мая 1891, Львов — 10 октября 1974, Виареджо) — австрийская эрцгерцогиня из Тосканской ветви Габсбург-Лотарингских.

## Биография
Эрцгерцогиня Долорес родилась во Львове (тогда он назывался Лемберг) 5 мая 1891 года, став первенцем в семье австрийского эрцгерцога Леопольда Сальватора Австрийского и его супруги испанской инфанты Бланки. Её отец принадлежал к Тосканской ветви династии Габсбургов, правящих Австро-Венгерской империей. При рождении получила титул «Её Императорское и Королевское Высочество эрцгерцогиня Австрийская, принцесса Венгерская, принцесса Богемская, принцесса Тосканская». Была старшим ребёнком в семье. Всего в семье было десять детей.
Эрцгерцогиня росла в последние годы существования империи. Она получила великолепное образование. Мать была главой их семьи, обладая властным характером, отец был военным и изобретателем, создав несколько военных изобретений. Предки со стороны отца правили в Австрии, Тоскане и Королевстве обеих Сицилий, со стороны матери — в Испании, Франции и герцогстве Парма.

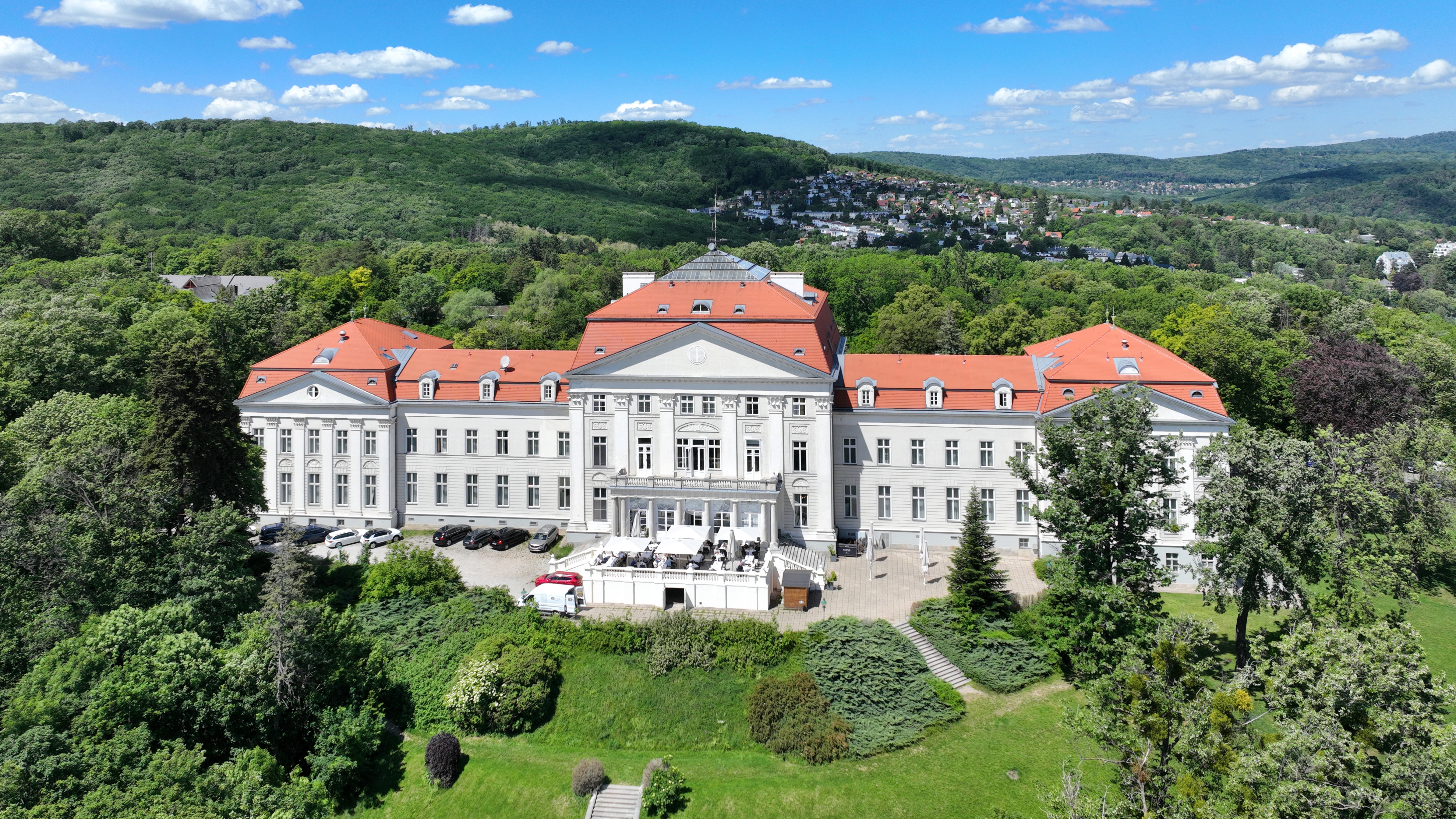
Дворец Вильгельминенберг

Долорес получала образование вместе с сестрами Иммакулатой и Маргарет. Три сестры были очень дружны и не отличались сильно по возрасту, все хорошо умели рисовать. Долорес была особенно искусна в рисовании. Родители делали акцент на изучении иностранных языков. Девушка говорила на немецком, французском, итальянском, венгерском и испанском языках. Семья жила достаточно богато. Они имели два дворца под Веной: Тосканский дворец и дворец Вильгельминенберг. Отдыхала семья преимущественно в Италии, где матери принадлежала собственность вблизи города Виареджо.

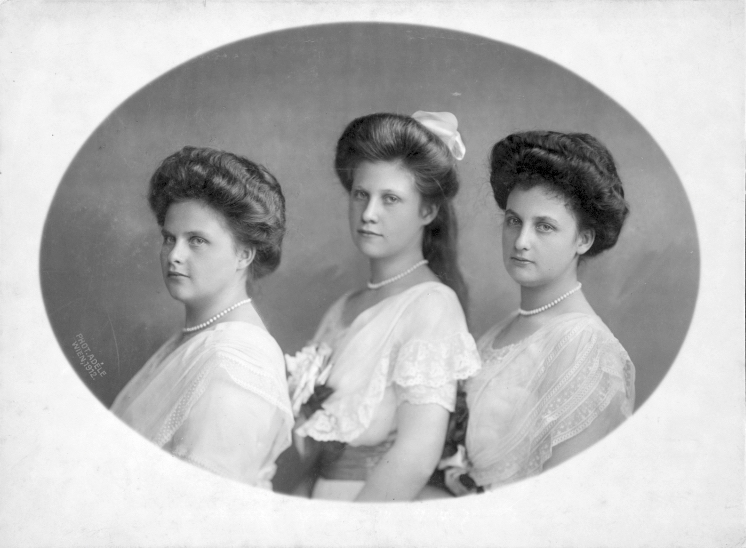
Эрцгерцогини Долорес, Маргарет и Иммакулата.

Во время Первой мировой войны отец и два брата Долорес воевали на стороне австро-венгерской армии.
После падения австрийской монархии, республиканской правительство конфисковало все имущество семьи. Семья Долорес потеряла все своё состояние. Двое её братьев решили остаться в Австрии и принять республиканское правительство. Долорес с родителями и сестрами эмигрировала в Испанию. В январе 1919 года они прибыли в Испанию, где прожили около десяти лет достаточно скромно. От продажи некоторых драгоценностей матери семья сумела выручить средства на покупку дома в Барселоне. Также они получали военные патенты из Франции. Долорес осталась незамужней, с детства она немного хромала.
Революция в Испании привела к свержению монархии. Долорес и её родственники были вынуждены эмигрировать, вернувшись в Австрию. Они смогли арендовать помещения в их дворце под Веной. В марте 1938 года Долорес вместе с матерью и младшим братом переехали в Виареджо, где у инфанты Бланки было своё имение. Там они долго не задержались из-за сложной политической ситуации в стране. Они снова вернули в Барселону. Когда война кончилась, вернулись в Виареджо. Долорес осталась в Виареджо и жила как частное лицо. Там она и умерла в 1978 году в возрасте 83 лет.